# 默尔希德
默尔希德是德国莱茵兰-普法尔茨州的一个市镇。总面积10.70平方公里，总人口836人，其中男性406人，女性430人（2011年12月31日），人口密度78人/平方公里。